# Municipio de Boone (condado de Wright, Misuri)
El municipio de Boone (en inglés: Boone Township) es un municipio ubicado en el condado de Wright en el estado estadounidense de Misuri. En el año 2010 tenía una población de 1028 habitantes y una densidad poblacional de 7,27 personas por kilómetro cuadrado.

## Geografía
El municipio de Boone se encuentra ubicado en las coordenadas 37°17′58″N 92°36′44″O / 37.29944, -92.61222. Según la Oficina del Censo de los Estados Unidos, el municipio tiene una superficie total de 141,41 km², de la cual 141,34 km² corresponden a tierra firme y (0,05 %) 0,07 km² es agua.

## Demografía
Según el censo de 2010, había 1028 personas residiendo en el municipio de Boone. La densidad de población era de 7,27 hab./km². De los 1028 habitantes, el municipio de Boone estaba compuesto por el 95,72 % de blancos, el 0,88 % de negros, el 0,88 % de amerindios, el 0,49 % de asiáticos, el 0,1 % de otras razas, y el 1,95 % de una mezcla de razas. Del total de la población, el 1,46 % eran hispanos o latinos de cualquier raza.